# قصيدة مايا
قصيدة مايا، مجموعة شعرية من مؤلفات الشاعر العربي السوري نزار قباني، صدرت في عام 1993، عن منشورات نزار قباني في بيروت، لبنان.